# Ehrlings lemma
Inom matematiken är Ehrlings lemma (efter Gunnar Ehrling) ett resultat om Banachrum. Den används ofta inom funktionalanalys för att demonstrera ekvivalensen av normer över Sobolevrum.

## Lemmat
Låt (X, ||·||X), (Y, ||·||Y) och (Z, ||·||Z) vara tre Banachrum. Anta att
- X ⊆ Y och att varje ||·||X-begränsad följd i X har en delföljd som ||·||Y-konvergerar, och att
- Y ⊆ Z och att det finns en konstant k så att ||y||Z ≤ k||y||Y för alla y ∈ Y.

Då finns det för alla ε > 0 en konstant C(ε) så att för alla x ∈ X är
{\displaystyle \|x\|_{Y}\leq \varepsilon \|x\|_{X}+C(\varepsilon )\|x\|_{Z}}

## Korollarium (ekvivalenta normer för Sobolevrum)
Låt Ω ⊂ Rn vara en öppen och sluten mängd och låt k ∈ N. Anta att Sobolevrummet Hk(Ω) är kompakt inbäddat i Hk-1(Ω). Då är följande två normer över Hk(Ω) ekvivalenta:
{\displaystyle \|\cdot \|:H^{k}(\Omega )\to \mathbf {R} :u\mapsto \|u\|:={\sqrt {\sum _{|\alpha |\leq k}\|\mathrm {D} ^{\alpha }u\|_{L^{2}(\Omega )}^{2}}}}
och
{\displaystyle \|\cdot \|':H^{k}(\Omega )\to \mathbf {R} :u\mapsto \|u\|':={\sqrt {\|u\|_{L^{1}(\Omega )}^{2}+\sum _{|\alpha |=k}\|\mathrm {D} ^{\alpha }u\|_{L^{2}(\Omega )}^{2}}}.}